# Cobra Starship
Cobra Starship – nowojorski zespół grający alternatywnego rocka. Założył go w 2006 roku Gabe Saporta, który był głównym wokalistą oraz basistą w zespole Midtown. 
CS wydali w roku 2006 album „While the City Sleeps, We Rule the Streets”, na którym znalazł się utwór „Bring It (Snakes on a Plane)” wykorzystany na ścieżce dźwiękowej do filmu „Węże w samolocie”. 
W tej samej wytwórni W roku 2007 wydali kolejny album „Viva La Cobra!”. 11 sierpnia 2009 roku ukazał się album – "Hot Mess", pierwszym singlem został utwór "Good Girls Go Bad", na którym gościnnie śpiewa Leighton Meester, znana z serialu "Plotkara".
10 listopada 2015 roku zespół ogłosił zakończenie działalności.

## Członkowie
Ostatni skład:
- Gabe Saporta - wokal
- Victoria Asher - keyboard
- Ryland Blackinton gitara
- Alex Suarez - gitara basowa
- Nate Novarro - perkusja

byli:
- Elisa Anna Schwartz - keyboard

## Dyskografia
| Album                                      | Data wydania         | Wytwórnia płytowa  |
| While the City Sleeps, We Rule the Streets | 10 października 2006 | Decaydance Records |
| ¡Viva la Cobra!                            | 23 października 2007 | Decaydance Records |
| Hot Mess                                   | 11 sierpnia 2009     | Decaydance Records |

## Single
| Rok  | Singiel                                                                                    | US Hot 100 | US Mod Rock | Canadian Hot 100 | NZ Top 40 | Album                                      |
| ---- | ------------------------------------------------------------------------------------------ | ---------- | ----------- | ---------------- | --------- | ------------------------------------------ |
| 2006 | "Snakes on a Plane (Bring It)" (featuring William Beckett, Travis McCoy and Maja Ivarsson) | —          | 32          | —                | —         | While the City Sleeps, We Rule the Streets |
| 2006 | "The Church of Hot Addiction"                                                              | —          | —           | —                | —         | While the City Sleeps, We Rule the Streets |
| 2007 | "Send My Love to the Dancefloor, I'll See You In Hell (Hey Mister DJ)"                     | —          | —           | —                | —         | While the City Sleeps, We Rule the Streets |
| 2007 | "The City Is at War"                                                                       | —          | —           | —                | —         | ¡Viva la Cobra!                            |
| 2007 | "Guilty Pleasure"                                                                          | —          | —           | —                | —         | ¡Viva la Cobra!                            |
| 2008 | "Kiss My Sass"                                                                             | —          | —           | —                | —         | ¡Viva la Cobra!                            |
| 2009 | "Good Girls Go Bad" (featuring Leighton Meester)                                           | 7          | —           | 5                | 2         | Hot Mess                                   |